# نوعية الطاقة

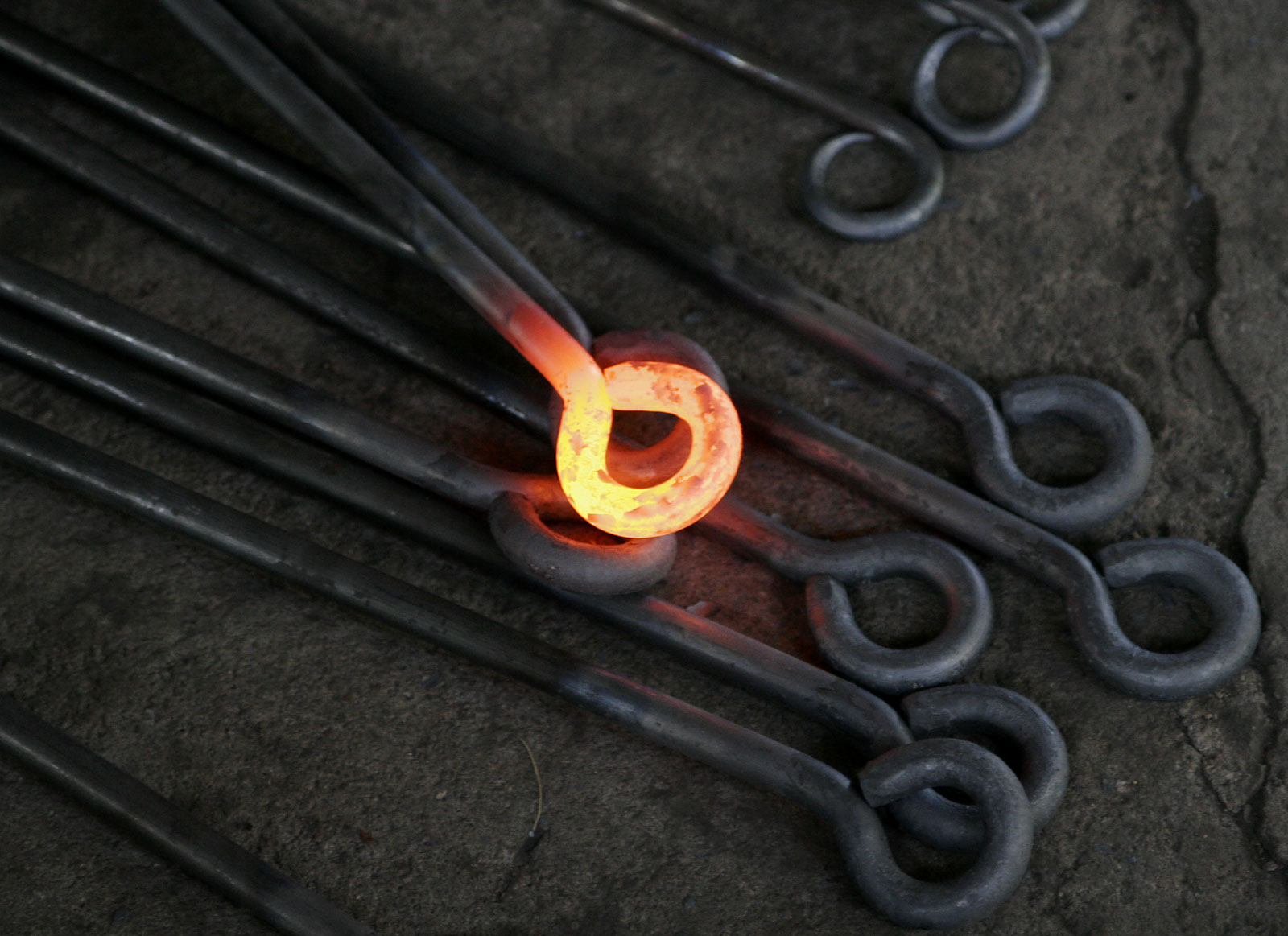
الحرارة هي أحد صور الطاقة، والتي تشمل طاقة وضع وطاقة حركة.

نوعية الطاقة هي مقارنة بين مختلف أشكال الطاقة، ومختلف المستويات الغذائية، ومختلف الأنظمة البيئية وميول الطاقة في تحولها من شكل إلى آخر. يشير هذا المفهوم إلى الاختبارات التجريبية للخصائص، أو الكيفيات المحسوسة لمختلف أشكال الطاقة حين تتدفق وتنتقل، وهي استئناف لتصورنا المشترك عن أهمية الحرارة، والتنوع، والأداء البيئي لمختلف أنواع الطاقة والطريقة التي تستطيع بها زيادة صغيرة في تدفق الطاقة أن تنتج تحولاً كبيراً أحياناً في كل من الحالة الفيزيائية للطاقة والطاقة نفسها. على سبيل المثال، يتضمن انتقال المادة من الحالة الصلبة إلى الحالة السائلة مقداراً ضئيلاً جداً من الزيادة في الطاقة. تهتم مناهج تقييم نوعية الطاقة أحياناً بتطوير نظام لتصنيف صفات الطاقة حسب الترتيب الهرمي.

## مقدمة
حتى قبل العصور القديمة، كان هناك اهتمام فلسفي وجمالي وعلمي بمقارنة النوعية بالكمية. في بعض النواحي، يمكن وصف فكر التاريخ الحديث وما بعد الحديث بالنهج الظاهري لهذين المفهومين. تطرح أحد الأسئلة الجوهرية تساؤلًا حول ما إذا كانت الجوانب النوعية العديدة للعالم تُفهم من حيث الكميات المدركة، أو أن النوعية والكمية لا يمكن التوفيق بينهما: أي أنه لا توجد «نوعية مُدركة» أو نسبة كيفية. رفض العديد من العلماء والمحللين الفلسفيين هذه الفكرة، ثم نظروا إلى بعض الظواهر الكمية، مثل الروحانيات والأبراج على أنها غير قابلة للتحديد كمياً، أو للتحليل بالمناهج العلمية، من ثم تكون هذه الظواهر غير معروفة في الواقع الفيزيائي. يميل مفهوم الطاقة إلى أن يرتبط مع ظواهر اعتبرها العلماء غير قابلة للتحديد كمياً، أو على الأقل معزولة، وبناءً على ذلك، لا يمكن التحكم بها.
في ذات الوقت، اختبر العديد من الناس الاختلافات النوعية بطريقة يمكن أن تُنفذ بها الأشياء بوساطة كيانات مختلفة (فيزيائية وبيولوجية). يملك البشر، على سبيل المثال، قدرات نوعية تختلف عن العديد من أنواع الثدييات، يعود ذلك جزئياً إلى إبهامهم البعيد عن باقي الأصابع. في محاولة لتشكيل بعض الاختلافات النوعية، تُجمع الكيانات في مجموعات بالاستناد إلى الميزات أو القدرات المُميزة. استخدمت العديد من المدارس الفكرية مناهج عديدة لتصنيف الأمور المميِزة. اختار العديد من الناس الاختلافات على أساس الصنف وبنية الجينات لتحديد التصنيفات، بينما اختار آخرون الوظيفة الحيوية. غالباً ما ترتبط الأولى مع علم الأحياء، في حين ترتبط الثانية مع تحليل السلسلة الغذائية للبيئة. يمكن اعتبار هذه كمحاولات لصياغة دراسات نوعية وكمية للاختلافات النوعية بين الكيانات. لم تكن الجهود حكراً على علم الأحياء وعلم البيئة فقط، إذ يهتم المهندسون أيضاً بقياس كمية العمل التي يمكن أن توفرها مصادر الطاقة المختلفة نوعياً.

## أوتا
بالاستناد إلى أوتا (1994 صفحة 90-91)، اقترحت التقييمات والتحليلات العلمية لنوعية الطاقة أول مرة عام 1851 من قِبل ويليام تومسون تحت مفهوم «التوفر». استمر هذا المفهوم في ألمانيا من قِبل ز.رانت، الذي طوره تحت مسمى «دي إكسريجيه» (الطاقة العظمى المستفادة). استمر هذا المفهوم لاحقاً وتم توحيده في اليابان. يشكل تحليل الطاقة العظمى المستفادة الآن جزءاً مشتركاً في العديد من تحليلات الطاقة الصناعية والبيئية.

## مناهج تقييم نوعية الطاقة
هناك نوعان رئيسان من المنهجية المستخدمة لحساب نوعية الطاقة، إذ يمكن أن تُصنف إما كمناهج مستقبِلة أو مناهج مانحة. أحد الاختلافات الرئيسية التي تميز هذه التصنيفات هو افتراض ما إذا كانت نوعية الطاقة يمكن أن تترقى في عملية تحول الطاقة.
المناهج المستقبِلة: تعرض نوعية الطاقة كمقياس ومؤشر للسهولة النسبية التي تتحول بها الطاقة من شكل إلى آخر. بهذه الطريقة هي مقدار الطاقة المستلمة من التحول أو عملية النقل. على سبيل المثال، استخدم أي.غروبلر نوعين من مؤشرات نوعية الطاقة «بارس برو توتو» (جزء من كل): نسبة الهيدروجين/ الكربون (آتش/ سي)، ومعكوسها، نسبة كثافة الكربون من الطاقة. استخدم غوبلر المعكوس في أنظمة التحويل الصناعي متعددة المراحل، مثل نظام إنتاج الهيدروجين باستخدام الطاقة الشمسية، حيث لا تترقى نوعية الطاقة (1994 صفحة 125).
المناهج المانحة: تظهر نوعية الطاقة كمقياس لكمية الطاقة المستخدمة في تحول الطاقة، ويوظّف هذا في صالح الحفاظ على المنتج أو الخدمة (هاوارد تي.أودم 1975 صفحة 3). وهو مقدار الطاقة التي مُنحت لعملية تحول الطاقة. تُستخدم هذه المناهج في الكيمياء الفيزيائية البيئية، وفي تقييم النظام الإيكولوجي (البيئي). من وجهة النظر هذه، وعلى عكس ما أوضحه أوتا، تتم ترقية نوعية الطاقة في التحولات الغذائية متعددة المراحل للأنظمة البيئية. تملك الطاقة المرقاة هنا قدرة أكبر للتغذية الراجعة والتحكم بالمستويات الأدنى من نوعية الطاقة. تحاول المناهج المانحة فهم «المنفعة» من العملية النشطة عن طريق قياس مدى تحكم الطاقة عالية النوعية بالطاقة الأقل نوعية.

## نوعية الطاقة في العلوم الفيزيائية والكيميائية (تحولات الطاقة المباشرة)

### شكل طاقة ثابت لكن تدفق طاقة متغير
اقترح أوتا أن مفهوم نوعية الطاقة قد يكون بديهيًا أكثر لو نظر المرء في أمثلة يبقى فيها شكل الطاقة ثابتاً لكن كمية تدفق الطاقة أو تحويلها تكون مختلفة. على سبيل المثال، لو نظرنا إلى الشكل الخامل فقط من الطاقة، فإن نوعية الطاقة لجسم متحرك هي أكبر حين يتحرك الجسم بسرعة أكبر. إذا نظرنا فقط إلى الحرارة الناتجة عن الطاقة، فعندها تكون الحرارة الأكبر تملك نوعية أعلى. وإذا نظرنا فقط إلى الشكل الضوئي من الطاقة فعندها يملك الضوء ذو التواتر الأعلى نوعية أعلى (أوتا 1994 صفحة 90). يمكن قياس كل هذه الاختلافات في الطاقة بسهولة -رغم كل شيء- بوساطة جهاز علمي مناسب.

### شكل الطاقة متغير لكن تدفق الطاقة ثابت
يصبح الوضع أكثر تعقيداً حين لا يبقى شكل الطاقة ثابتاً. في هذا السياق، صاغ أوتا مسألة نوعية الطاقة من تحويل الطاقة من شكل إلى آخر، وهذا ما يُعرف بتحول الطاقة. تُعرّف نوعية الطاقة هنا بالسهولة النسبية التي تتحول بها الطاقة من شكل إلى آخر.
إذا كانت الطاقة (أ) سهلة نسبية للتحول إلى الطاقة (ب)، لكن الطاقة (ب) صعبة نسبياً للتحول إلى الطاقة (أ)، فحينها تُعرّف نوعية الطاقة (أ) بكونها أعلى من التي لدى الطاقة (ب). يُعرّف تقييم نوعية الطاقة أيضاً بطريقة مماثلة (أوتا 1994 صفحة 90).

## نوعية الطاقة في الاقتصاد الفيزيائي الحيوي (تحولات الطاقة غير المباشرة)
وجد مصطلح نوعية الطاقة أيضاً مكاناً في علوم الاقتصاد. تُقاس نوعية الطاقة في سياق الاقتصادات الفيزيائية الحيوية بكمية الناتج الاقتصادي المولَّد لكل وحدة من مدخلات الطاقة. ترتبط أهمية وجود نوعية الطاقة في السياق الاقتصادي أيضاً مع منهجيات الطاقة المُجسدة. مثال آخر للعلاقة الاقتصادية مع مفهوم نوعية الطاقة يطرحه براين فلاي. يقول فلاي إن «نسبة ربح الطاقة (إي بيه آر) هي أحد مقاييس نوعية الطاقة ومؤشر محوري لتقييم الأداء الاقتصادي للوقود. يجب تضمين كل من مدخلات الطاقة المباشرة وغير المباشرة المجسدة في السلع والخدمات في مقام الكسر الرياضي».

## تقييم نوعية الطاقة

### وفرة الطاقة وسهولة التحول النسبي كقياس للرتبة الهرمية/ الوضع الهرمي
سعى أوتا لترتيب تحولات أشكال الطاقة بالاستناد إلى نوعيتها، وقدّم مقياساً هرمياً لتقييم نوعية الطاقة مستنداً إلى السهولة النسبية لتحول الطاقة. من الواضح أن أوتا لم يحلل جميع أشكال الطاقة، على سبيل المثال، تُرك الماء خارج التقييم. من المهم ملاحظة أن تصنيف نوعية الطاقة لم يُصمم فقط للإشارة إلى كفاءة الطاقة. كتب أوتا «يتمتع مولد التوربين والمحرك الكهربائي بنفس الكفاءة تقريباً، لذلك لا يمكننا المقارنة أيهما يتمتع بالنوعية الأعلى» (أوتا 1994 صفحة 90). أدخل أوتا أيضاً «الوفرة في الطبيعة» كمعيار آخر لتحديد رتبة نوعية الطاقة. على سبيل المثال، قال أوتا إن «الطاقة الكهربائية الوحيدة التي تُوجد في ظروف طبيعية هي البرق، في حين تُوجد العديد من الطاقات الميكانيكية طبيعياً».

### التحول كمقياس للطاقة من المرتبة الهرمية
على غرار أوتا، سعى هاوارد تي.أودام إلى ترتيب أشكال الطاقة بالاستناد إلى نوعيتها، لكن مقياسه الهرمي للتقييم كان مستنداً إلى توسيع نطاق مفاهيم السلسلة الغذائية للنظام البيئي إلى الديناميكيا الحرارية بدلاً من مجرد سهولة التحول النسبية. يعتمد ترتيب أودام لنوعية الطاقة على كمية الطاقة التي يتطلبها نوع واحد من الطاقة لتوليد وحدة من شكل طاقة آخر. كانت نسبة إدخال شكل واحد من الطاقة إلى ناتج شكل مختلف للطاقة هو ما أسماه أودم وزملاؤه «التحويل» وهو: الإيمرجي (مقدار الطاقة المستهلك في التحولات المباشرة وغير المباشرة لصنع منتج أو خدمة) لكل وحدة من وحدات (الإيمجولي) لكل جول (أودوم 1998 صفحة 1135).